# 자은국민학교 자은서분교
자은국민학교 자은서분교는 대한민국 전라남도 신안군에 있었던 공립 초등학교이다.

## 학교 연혁
- 1952년 4월 3일 자은서국민학교 개교
- 1967년 4월 1일 도서벽지학교 '을'급 지정
- 1986년 1월 1일 도서벽지학교 '나'급 조정
- 1994년 3월 1일 자은국민학교 자은서분교장 격하 편입
- 1995년 3월 1일 폐교 및 자은국민학교 통폐합